# The Unutterable
The Unutterable  è un album in studio del gruppo musicale post-punk inglese The Fall, pubblicato nel 2000.

## Tracce
1. Cyber Insekt – 3:19
2. Two Librans – 3:57
3. W.B – 3:30
4. Sons of Temperance – 3:47
5. Dr Bucks' Letter – 5:19
6. Hot Runes – 2:18
7. Way Round – 3:21
8. Octo Realm/Ketamine Sun – 5:36
9. Serum – 4:56
10. Unutterable – 1:05
11. Pumpkin Soup and Mashed Potatoes – 2:54
12. Hands Up Billy – 2:47
13. Midwatch 1953 – 5:32
14. Devolute – 4:36
15. Das Katerer – 2:42

## Formazione
- Mark E. Smith - voce, effetti
- Neville Wilding - chitarra, cori, voce in Hands Up Billy
- Adam Helal - basso, Pro Tools, cori
- Tom Head - batteria, percussioni, cori
- Julia Nagle - tastiere, chitarra, cori, programmazioni